# Entre caníbales
Entre caníbales é uma telenovela argentina produzida pela Telefe e 100 Bares, en co-produção com Monte Carlo Televisión e Fox Life e exibida em 2015.
Protagonizada por Natalia Oreiro e Benjamín Vicuña e antagonizada por Joaquín Furriel. 

## Sinopse
A história centra-se na personagem de Ariana, uma mulher nativa da província de Neuquén , que aos 17 anos foi brutalmente estuprada por quatro ou cinco homens jovens, filhos do poder, e que vinte anos depois retorna em busca de vingança. Uma das pessoas que provavelmente participaram do estupro, Rafael Valmora é agora um prefeito que aspira ao cargo de Presidente da Nação .
Por sua parte, Agustín Larralde tem um cargo menor no comissariado de Valmora decididamente corrupto, mas o personagem é conhecido por sua honestidade, e começar a ter um caso de amor com Ariana.
Na terrível situação após o estupro, Ariana teve um filho, Diego, que estava no comando do padre Martin, e não tem nenhuma relação com ela.

## Elenco
- Natalia Oreiro como Ángeles Pellegrini/Ariana Mendoza
- Benjamín Vicuña como Agustín Larralde
- Joaquín Furriel como Rafael Valmora
- Natalia Lobo como Teresa Lemos Arenal
- Gabriel Gallichio como Diego Pirandello
- Mario Alarcón como Francisco Lessin
- Gerardo Chendo como Julio Julito Castro
- Eduardo Blanco como Eugenio Simonián
- Santiago Ramundo como Matías Lemos Arenal
- Giselle Motta como Lucía Simonián, hija de Eugenio.
- Verónica Pelaccini como Susana Valmora.
- Marcelo Melingo como Lucio Lemos Arenal
- Lucía Rivera Bonet como Daniela González
- Alberto Ajaka como Ariel Patita Martínez
- Danny Pardo como Padre Martín Pirandelo.
- Julián Rubino como Ramiro Casas
- Candela Redin como Sabrina
- Liliana Cuomo como Diana Pelusa Fresca
- Emyliano Santa Cruz como Chiquito
- Guillermo Arengo como Miguel El Perro Ovejero
- Rubén Stella como Ulises Papandreu
- Boris Quercia como Samuel Ámerman
- Carla Pantanali como La Concejal Laura Galeno
- Salo Pasik como El Pampeano
- Fabián Gianola como Lorenzo Buconi
- Roberto Antier como Haroldo Batista
- Chucho Fernández como Chicharra
- Jorge R. Prado como El Manco

## Audiência
O rating da novela não chegou as expectativas da Telefe e só media de 6 a 8 puntos provocando uma mudança de horário e um corte de 120 capítulos a 60.